# 張慶偉
張 慶偉（ちょう けいい、1961年11月7日 - ）は、中華人民共和国の政治家。西北工業大学工学修士。中共河北省委副書記。2017年4月まで河北省長。

## 経歴
河北省唐山専区楽亭県出身。1992年12月、中国共産党入党。航空工業部技術員、西北工業大学研究員、航空航天部工程師、同高級工程師、同主任設計師、中国航天工業総公司有人航天工程ロケット副総設計師、同主任助理、同副主任。
- 1996年8月、中国航天（ロケット・ミサイル）工業総公司第一院副院長
- 1999年6月、中国航天科技集団公司副総経理（副社長）
- 2001年11月、中国航天科技集団公司総経理（社長）
- 2007年11月、国防科学技術工業委員会主任（大臣）
- 2008年3月、中国商用飛行機有限責任公司董事長
- 2011年8月、中国共産党黒龍江省委員会副書記、河北省省長代理
- 2012年1月、中国共産党黒龍江省委員会副書記、河北省省長[1]（～2017年4月7日[2]）
- 2017年4月、中国共産党黒竜江省委員会書記[3]
- 2021年10月18日、中国共産党湖南省委員会書記[4]